# Platyproctidectes
Platyproctidectes is een geslacht van rechtvleugeligen uit de familie sabelsprinkhanen (Tettigoniidae). De wetenschappelijke naam van dit geslacht is voor het eerst geldig gepubliceerd in 1985 door Rentz.

## Soorten
Het geslacht Platyproctidectes omvat de volgende soorten:
- Platyproctidectes keyi Rentz, 1985
- Platyproctidectes punctatus Rentz, 1985